# Sahnoun ibn Saïd ibn Habib at-Tanukhi
Pour les articles homonymes, voir Sahnoun.
Sahnoun ibn Saïd ibn Habib at-Tanukhi (arabe : سحنون بن سعيد التنوخي), parfois appelé imam Sahnoun, de son vrai nom , né vers 776 et mort vers 854 (160-240 selon le calendrier hégirien), est un juriste malikite de l'école de Kairouan (actuelle Tunisie).

## Biographie
Il naît dans une tribu arabe de Kairouan issus des Tanukhides. Son nom original est Abdel Salam, Sahnoun étant un nom désignant un type d'oiseau en référence à sa rapidité d'esprit.
Durant sa jeunesse, Sahnoun étudie sous la direction de savants de Kairouan et Tunis, en particulier Ali Ben Ziyad instruit auprès de Mâlik ibn Anas. En 178 de l'hégire, il se rend en Égypte pour étudier auprès d'autres disciples de l'imam Malik qui meurt avant que Sahnoun ait eu les moyens financiers de lui rendre visite. Par la suite, il se rend à Médine et étudie auprès d'influents oulémas, ne retournant en Afrique du Nord qu'en 191 de l'hégire.

À l'âge de 74 ans, Sahnoun est nommé cadi d'Afrique du Nord par l'émir aghlabide Aboul Abbas Ier qui règne au nom du calife abbasside. Refusant le poste durant un an, il ne l'accepte qu'après que l'émir ait accepté de lui donner carte blanche en matière judiciaire, y compris si cela impliquait de poursuivre des membres de sa famille et de sa cour. Sahnoun aurait alors déclaré à sa fille Khadija : 
« Aujourd'hui, ton père a été tué sans couteau. »
 Il était connu comme un homme scrupuleux dans ses jugements et courtois envers les plaideurs et les témoins, mais strict vis-à-vis des hommes de l'entourage du souverain. Il refusa ainsi de leur permettre d'envoyer des représentants à leur place, en cas de jugements, et refusa une requête de l'émir de ne pas interférer dans leurs entreprises illégales.
Sahnoun meurt durant le mois de rajab de l'année 240 de l'hégire. Il est enterré dans sa propre maison située à côté de Bab Menara. L'entourage de l'émir refuse alors de se joindre aux prières funèbres en raison de sa dureté envers eux. Dans le même temps, la population de Kairouan est très touchée par sa disparition.

## Théologie
Sahnoun est connu pour sa stricte orthodoxie, au point de refuser de prier derrière un imam mutazilite. Il exclut également les sectes hérétiques des mosquées, y compris les ibadites et les motazilites ; il les aurait notamment exclu de la grande mosquée de Kairouan.

## Publications
La contribution majeure de Sahnoun à la connaissance musulmane a été son Al Mudawwana, une compilation des avis juridiques de l'école de Médine énoncés par Mâlik ibn Anas et récoltés après sa mort. Cette compilation et le processus de révision inclut quatre imams mujtahids de l'école malikite : Assad ibn al-Furat, Ibn al-Achab et Abdurrahmane ibn Qasim al-Utaqi et Sahnoun.
Ce texte est connu comme Al Umm, la mère de l'école malikite, et constitue un facteur majeur de l'expansion de celle-ci à travers le Maghreb.